# Provincia de Echizen
La provincia de Echizen (越前国 Echizen no kuni?) es una antigua provincia japonesa que hoy corresponde a la parte norte de la prefectura de Fukui.
Echizen es famoso por la fabricación del washi, un tipo de papel elaborado tradicionalmente. Un texto fechado en el año 774 menciona su elaboración en esta área. además del papel, su cerámica es famosa. 
Se cree que su antigua capital estaba localizada cerca de Takefu (Fukui) pero durante el período Sengoku la provincia fue dividida en muchos feudos.